# Балагач-Куль
Балагач-Куль (баш. Балагач кул) — деревня в Туймазинском районе Республики Башкортостан Российской Федерации. Входит в состав Какрыбашевского сельсовета.

## География

### Географическое положение
Расстояние до:
- районного центра (Туймазы): 15 км,
- центра сельсовета (Какрыбашево): 4 км,
- ближайшей ж/д станции (Туймазы): 15 км.

## История
Название происходит из-за леса с преобладанием деревьев липы простирающегося вокруг деревни в виде рукава. Бал агач кул (татар. бал "мед", агач "дерево", кул "рука"). Озер рядом нет и отношения к названию деревни тоже не имеют.

## Население
| 2002 | 2009 | 2010 |
| ---- | ---- | ---- |
| 33   | ↗41  | ↗48  |

Национальный состав
Согласно переписи 2002 года, преобладающая национальность — татары (55 %).